# Centre contre les manipulations mentales
O Centre contre les manipulations mentales (Centro contra o controle da mente), também conhecido por CCMM ou Centro Ikor Roger, é uma associação anticulto francesa.

## História
A associação foi fundada em 1981 pelo escritor Roger Ikor, vencedor do Prix Goncourt em 1955, após o suicídio do seu filho, que era adepto da dieta macrobiótica zen.
O CCMM foi presidido de 1997 a 1998 por Alain Vivien. Antes de renunciar, a fim de se tornar presidente da Missão Interministerial de Luta contra as Seitas (MILS), ele contratou sua esposa Patricia Vivien como diretora executiva. Patricia teve um papel importante no CCMM, e eventualmente chegou a se dizer que ela tinha mais poder do que o presidente.

## Crítica
Os escritos do CCMM são uma fonte de informação para organizações como a MIVILUDES. O CCMM foi por vezes criticado, notavelmente devido à divulgação financeira e ao importante papel da Sra. Vivien quando o seu marido era presidente da MIVILUDES, o que conduziu a conluio entre as duas associações.
O padre Jean Vernette criticou a associação pela publicação de seu livro intitulado Dictionnaire des sectes, que contém uma lista de cultos, incluindo alguns grupos católicos romanos.